# مدرسه جنایت
مدرسۀ جنایت (انگلیسی: Crime School) فیلمی آمریکایی در ژانر جنایی و درام است که در سال ۱۹۳۸ به کارگردانی لوئیس سایلر ساخته شد و هامفری بوگارت، گیل پیج و گروه بازیگران مشهور دد اند کیدز (Dead End Kids) در آن ایفای نقش کرده‌اند. این فیلم به‌دست برادران وارنر تولید و توزیع شد.
این فیلم در تلویزیون ایران با نام دارالتأدیب به نمایش درآمد.

## داستان
یک فروشندهٔ دوره‌گرد، با گروه پسران «دد اند کیدز» شامل فرانکی، اسکویِرت، اسپایک، گوفی، فتس و باگز داد و ستد می‌کند. وقتی پسرها درخواست ۲۰ دلار می‌کنند، فروشنده تنها ۵ دلار پیشنهاد می‌دهد. اسپایک خشمگین می‌شود و با زدن ضربه‌ای به سر او، مرد را بی‌هوش می‌کند. همهٔ پسرها دستگیر می‌شوند و در دادگاه حاضر می‌شوند. چون حاضر نمی‌شوند بگویند چه کسی ضربه را زده، قاضی همهٔ آن‌ها را به مدرسهٔ اصلاح و تربیت می‌فرستد.
رئیس سخت‌گیر این مرکز، مورگان، با تنبیه‌های خشن اداره‌اش می‌کند و وقتی فرانکی سعی در فرار دارد، او را تازیانه می‌زند. زمانی‌که مارک بریدن، معاون ادارهٔ مرکزی مدارس اصلاح و تربیت، به این مدرسه سر می‌زند، نشانه‌هایی از ظلم پنهان مورگان را کشف می‌کند؛ از جمله غذای بی‌کیفیتی که به تازه‌واردها می‌دهد. او سپس در درمانگاه، فرانکی را بدون درمان و دکتری را در حال مستی می‌بیند. در واکنش، دکتر، مورگان و چهار نگهبان پیشینه‌دار را اخراج می‌کند، اما رئیس نگهبانان، کوپر را نگه می‌دارد. بریدن خودش مدیریت مدرسه را به‌عهده می‌گیرد و با رفتاری انسانی اعتماد پسرها را جلب می‌کند. هم‌زمان، او به خواهر فرانکی، سو وارن، نیز علاقه‌مند می‌شود.
در این میان، کوپر که از افشای اختلاس مورگان از بودجهٔ غذا می‌ترسد (چون خودش هم درگیر آن بوده)، از اسپایک باج‌گیری می‌کند. او از اسپایک که ضربه را زده بوده می‌خواهد تا به فرانکی بگوید دلیل رفتار مهربانانهٔ بریدن، علاقه‌اش به خواهرش است. گرچه این ادعا دروغ است، اما باعث می‌شود پسرها با خودروی کوپر و اسلحه‌اش از مدرسه فرار کنند. آن‌ها به آپارتمان سو می‌روند. فرانکی از طریق پلکان اضطراری بالا می‌رود تا با بریدن روبه‌رو شود، اما سو و بریدن سوءظن او را برطرف می‌کنند.
در همین حال، کوپر فرار بچه‌ها را «کشف» می‌کند و مورگان با تماس با رسانه‌ها سعی دارد آبروی بریدن را ببرد و او را برکنار کند. اما بریدن بچه‌ها را به مدرسه بازمی‌گرداند و قبل از رسیدن کمیسر و پلیس، آن‌ها را به تخت‌هایشان برمی‌گرداند. نقشهٔ مورگان و کوپر لو می‌رود و هر دو بازداشت می‌شوند. پسرها نیز به خانواده‌هایشان سپرده می‌شوند.

## بازیگران

### گروهدد اند کیدز
- بیلی هالوپ در نقش فرانکی وارن
- بابی جردن در نقش لستر «اسکویِرت» اسمیت
- هانتز هال در نقش ریچارد «گوفی» اسلید
- لئو گورسی در نقش چارلز «اسپایک» هاوکینز
- برنارد پانزلی در نقش جورج «فتس» پاپادوپولوس
- گابریل دل در نقش تیموتی «باگز» برک

### سایر بازیگران
- هامفری بوگارت در نقش معاون کمیسر مارک بریدن
- گیل پیج در نقش سو وارن
- جورج آفرمن جونیور در نقش رد
- ولدن هیبورن در نقش کوپر
- سای کندال در نقش مورگان
- چارلز تروبریج در نقش قاضی کلینتون
- اسپنسر چارترز در نقش دکتر پیر
- دونالد بریگز در نقش دکتر جدید
- فرانک ژاکه در نقش کمیسر
- هلن مک‌کلار در نقش خانم برک
- آلن بریج در نقش آقای برک
- سیبل هریس در نقش خانم هاوکینز
- پل پورکازی در نقش نیک پاپادوپولوس
- فرانک اوتو در نقش فروشندهٔ دوره‌گرد
- ادوارد گارگن در نقش افسر هوگان
- جیمز بی. کارسون در نقش شوارتز
- هالی چستر در نقش پسر نوجوان

## پیش‌زمینه
- از آن‌جا که این فیلم توسط برادران وارنر ساخته شده بود (بر خلاف فیلم بن‌بست (فیلم ۱۹۳۷) که از یونایتد آرتیستس بود)، بازیگران نوجوان با عنوان «بچه‌های مدرسهٔ جنایت» معرفی شدند، هم در این فیلم و هم در فیلم بعدی‌شان، فرشتگانی با چهره‌های کثیف. اما این عنوان محبوب نشد و آن‌ها همان «Dead End Kids» باقی ماندند.[۱]
- پیش از اکران فیلم، هالوپ، دل، هال و پانزلی توسط وارنرها از قراردادشان آزاد شدند و به یونیورسال پیکچرز رفتند و فیلم Little Tough Guy را ساختند. موفقیت آن فیلم باعث شد وارنرها دوباره آن‌ها را با افزایش دستمزد به خدمت بگیرند.[۱]
- در تبلیغات مدرسهٔ جنایت، گروه دد اند کیدز بالاتر از هامفری بوگارت معرفی شدند و حتی اندازهٔ فونت نام آن‌ها در پوسترها بزرگ‌تر از بوگارت بود.

## رسانه خانگی
نسخهٔ دی‌وی‌دی فیلم توسط بخش آرشیو وارنر به‌صورت سفارش تولید در ۴ اوت ۲۰۰۹ در ایالات متحده منتشر شد.